# Aeroporto di Nevşehir-Kapadokya
L'aeroporto di Nevşehir-Kapadokya (IATA: NAV, ICAO: LTAZ) è un aeroporto internazionale che serve la città turca di Nevşehir e il suo distretto in Cappadocia. Lo scalo, inaugurato nel 1998, è ubicato nel villaggio di Tuzköy, circa 30 km a nord-ovest del capoluogo.
L'aeroporto dispone di un terminal nazionale e internazionale con una superficie totale di 3500 m² e una capacità di oltre 700 000 passeggeri all'anno. È stato inaugurato il 15 novembre 1998 come Nevşehir Tuzköy Airfield, assumendo la denominazione attuale (Nevşehir Kapadokya) il 17 dicembre 1998.
Dallo scalo volano principalmente la compagnia di bandiera Turkish Airlines e la sua sussidiaria regionale AJet.

## Statistiche traffico
(*)Dati provvisori. Fonte: DHMI.gov.tr